# 許蒼澤
許蒼澤（1930年6月10日—2006年8月），臺灣彰化縣鹿港鎮人、以長年在鹿港等地作人物攝影而聞名。

## 生平

### 早年

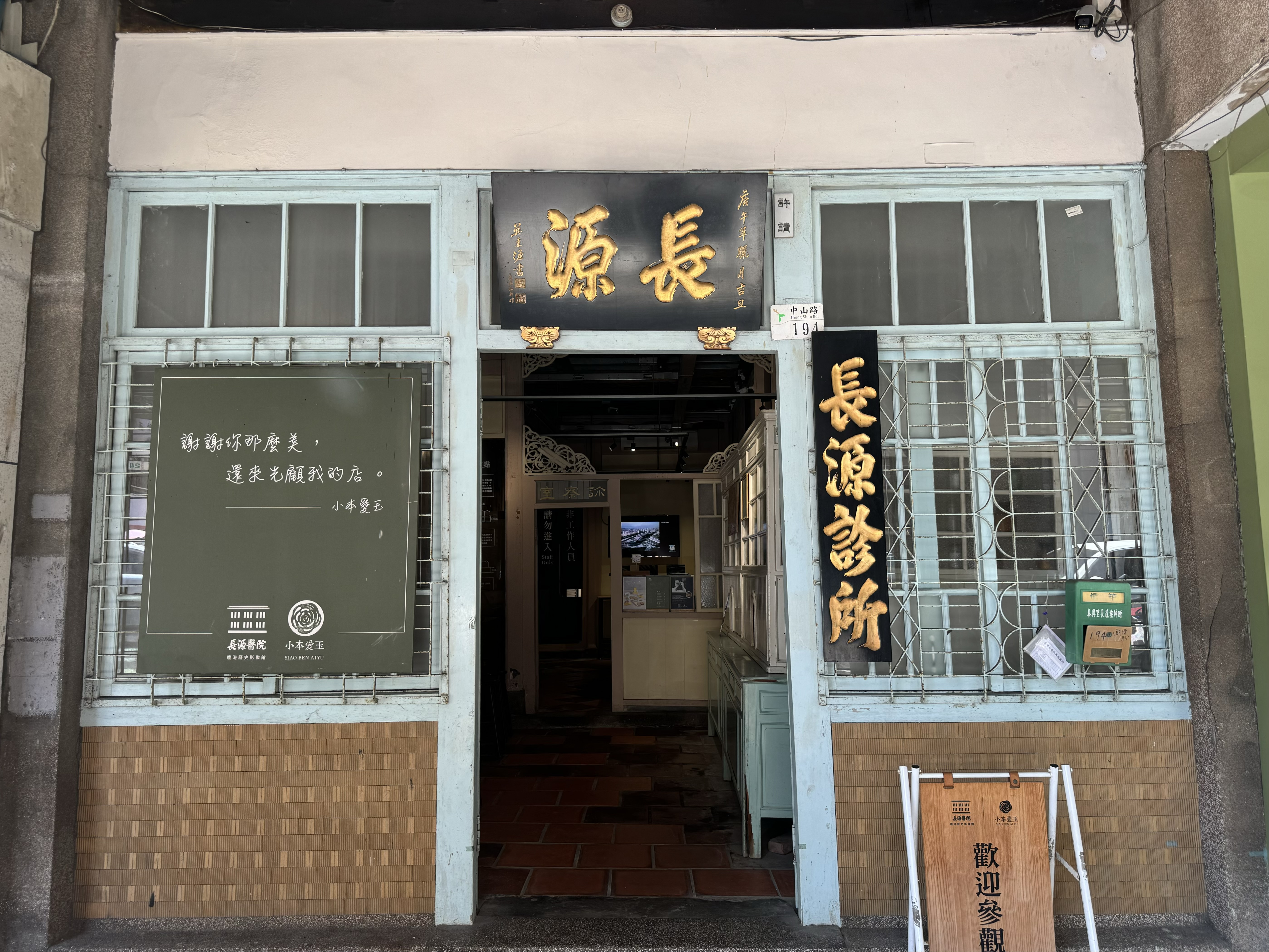
鹿港長源醫院舊入口

許蒼澤父親許讀因喜歡攝影，在自己開設的長源醫院還自設暗房。許蒼澤也受父親影響，常把父親用過的玻璃底片乳劑去掉，重新塗布以改造底片來攝影。17歲時，他就隨身攜帶袖珍型Minox相機，遇鏡頭立刻拍下。對攝影技巧的心得，他有「攝影是minus的藝術」之言，意即主題明確且凸顯，其他東西越少越好、不要貪多。他也養成會為底片加上編號、與記錄拍攝時地的習慣。
臺中中學校畢業考結束後，許蒼澤因病在家休養兩年。他因健康無法像父親一樣當醫生，抱持著畢生遺憾。之後許蒼澤與人合資開設電影院，就藉電影廣告車到鄉下宣傳，到處攝影。許蒼澤回憶當時正逢戰後時期物資缺乏，攝影用品有錢也買不到，他便依靠父親留下的設備。為拍照，他常往返台中市與彰化之間。許蒼澤妻子許施秀香表示，丈夫若在鹿港每天至少出外拍兩捲底片、去其他地則背著數台大大小小的相機及10捲以上的底片。

### 中年
許蒼澤受木村伊兵衛「人間庶民接觸記錄」作品影響，喜歡拍攝日常的寫實照，且具有正面、健康的鄉土氣息，以「要有主張」為攝影理念。其攝影風格養成，是在1960年代寫實主義在臺灣攝影興起的時代。1964年5月，以拍攝葛樂禮颱風災情的「大洪水系列」聞名的張士賢加入台灣省攝影學會後，他主張社會寫實的旨趣，獲得像是許鐘銳等新生代攝影師的支持。許蒼澤因經營戲院，結識了專營電影器材的張士賢，之後和徐清波、陳龍三、鄭水等人組成Banana Club，合資每月購買5本日本攝影雜誌作研究。
鹿港在地人多年來對許蒼澤的印象是「四處溜達四處拍」。許蒼澤的攝影作品很多是並趁對方並未察覺，拍攝人物迎面而來的畫面。對於為何要偷按下快門，他說明這可捕捉顯得自然與真實的表情。為減少拍人的對焦時間，他多用35釐米以下的廣角鏡頭，以方便有較深的景深。許蒼澤也對姪子許正澄解釋這並不代表隨便過去就照，是拍照前要先去觀察人家的習慣。他自言喜歡拍老人與孩童，認為老人「最能展現生命的成、住、敗、空的現象」，如1959年11月25日拍攝作品「踩三輪車的老人」。可是許蒼澤不喜歡拍負面的，如拍攝人們很失魂落魄，認為這樣博取人家對照片的賞析是違反攝影倫理和道德。
1962年，許蒼澤為參加《日本カメラ》攝影雜誌持續一整年的評比，先以「黑襪子農婦」得第一張月例賽金牌獎，該年陸續獲選，只有5月、10月沒入選。許蒼澤在得到該年彩色部月例賽年度第一位獎暨優秀作家獎、且成為第一位獲此獎的台灣人後，認為能力得到肯定，就不再參賽。
許蒼澤為讓兒子許正園能念好書，在兒子讀精誠高中時是不准攝影，直到兒子考取中國醫藥大學後才可。許正園在大學一、二年級就常參加大專盃攝影比賽，還會拿一些作品請父親挑選。許正園更因攝影，結交學妹辛幸珍，進而結成夫妻。

### 晚年
隨著時代變遷，許蒼澤相機設備也不斷更換進，累積有六百多台相機，Leica相機近八十台。由於早期能擁有相機的人少，許多鹿港人是藉由許蒼澤的舊照片看到自己的長輩、街道等。許蒼澤多年來對拍攝累積的舊影像受到重視後，除與康丁源合作出版攝影集《懷念老台灣》外，1995年11月11日更在台北攝影藝廊舉行展覽。1999年5月2日，許蒼澤因拍攝「街坊市井鹿港景深四十年」系列作，在逢甲大學國際會議廳獲台灣省文藝作家協會頒發中興文藝獎章攝影獎。之後許蒼澤將包含兄長許蒼佑、妹妹許錦鶯的攝影作品，集結成《千禧影像回顧展》一書。
2000年10月14日到29日，在八卦山文史工作室吳成偉幫助下，許蒼澤和他父親許讀、侄子許正澄、兒子許正園、孫子許翔的攝影展在彰化縣文化局二樓文物陳列室舉辦

### 去世

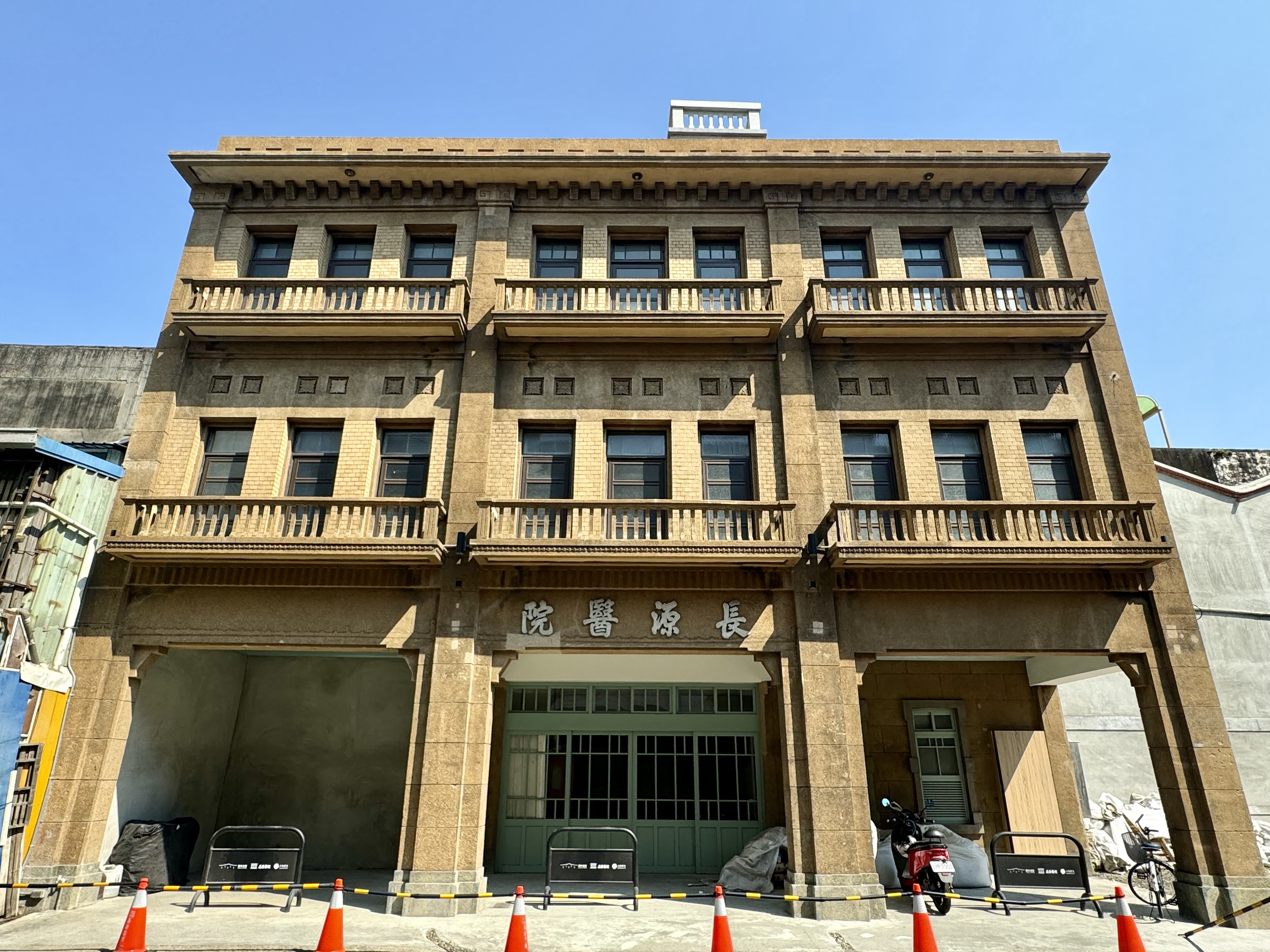
鹿港長源醫院

許蒼澤晚年得肺癌時，任台中榮民總醫院醫師的兒子許正園除幫父親治療，也常開車帶父親去外地拍照。許蒼澤在2006年8月去世前，依然前一個月還在攝影。去世後，因許蒼澤的遺產稅高達新台幣3900多萬元，鹿港鎮公所主任祕書孔秉杰指出政府常課不到大富人家的遺產稅，但許蒼澤卻不這麼作，相當少見。
2007年，因國立自然科學博物館人類學組認為許蒼澤的照片見證台灣特定時期，3月9日在科博館請託下，許正園將父親二十五萬餘張底片捐出給科博館。對此，時任科博館助理研究員屈慧麗表示，許蒼澤提供了鹿港的變遷過程，可說是「攝影人類學家」。
許正園為紀念父親攝影，將祖父的鹿港長源醫院作為紀念館，2020年4月24日以「長源醫院鹿港歷史影像館」之名開幕。後他又自籌506萬7,170元，向文化部爭取對長源醫院整修，於2022年5月14日開工修繕。

## 攝影專書
- 許蒼澤. . 左羊出版社. 1989  [2024-08-16]. ISBN 9789579319003. （原始内容存档于2024-08-16）.

- 許蒼澤. . 玉山社. 1995  [2024-08-16]. ISBN 9789579361057. （原始内容存档于2024-08-16）.

- 許蒼澤、詹秀鈴. . 彰化縣政府文化局. 1997  [2024-08-16]. （原始内容存档于2024-08-16）.

- 許蒼澤、 康原. . 晨星出版社. 2007  [2024-08-16]. ISBN 9789861771533. （原始内容存档于2024-08-16）.

- 許蒼澤. . 國立自然科學博物館. 2009  [2024-08-16]. ISBN 9789860194203. （原始内容存档于2024-08-16）.